# 後藤公太
後藤 公太（ごとう こうた、1975年5月13日 - ）は、日本の俳優。群馬県出身。ゼロ・カンパニー所属。

## 出演

### テレビドラマ

#### NHK
- 七瀬ふたたび 5話（2008年11月）
- ゴーストフレンズ 2話（2009年4月）
- 外事警察 1話（2009年11月）
- チャンス 1話（2010年8月）- 池田 役
- 連続テレビ小説 ゲゲゲの女房 97・100・101・108・111話（2010年7月）- 編集者 役
- 大河ドラマ
  - 平清盛 7・10話（2012年2月・3月）- 家人役
  - 花燃ゆ 22話（2015年5月）- 庶民役
- あさきゆめみし 〜八百屋お七異聞 10話（2013年11月）
- 土曜時代劇 忠臣蔵の恋〜四十八人目の忠臣〜 12・13話（2017年12月）- 門弟の吉田 役
- 土曜時代ドラマ そろばん侍 風の市兵衛 4話（2018年6月）- 仲買人の公助役
- 土曜時代ドラマ ぬけまいる〜女三人伊勢参り  1話（2018年10月）- 仙太役
- 土曜ドラマ 少年寅次郎（2019年10月～11月）- 江戸屋耕太 役
- 歴史探偵「上杉鷹山 なせばなる」（2025年2月12日） - 竹俣当綱 役

#### テレビ朝日
- スーパー戦隊シリーズ
  - 炎神戦隊ゴーオンジャー 42話（2008年12月）-教師 役
  - 侍戦隊シンケンジャー 36話（2009年11月）-客 役
  - 天装戦隊ゴセイジャー 38話（2010年11月）
  - 烈車戦隊トッキュウジャー 42・45・最終話（2014年12月～2015年2月）-夏目公平 役
  - 暴太郎戦隊ドンブラザーズ ドン1・10・50話（2022年3月・2023年2月）-記者 役[1]
- 仮面ライダーオーズ/OOO  13・14話（2010年12月）-村山医師 役
- 警視庁捜査一課9係 season8 9話（2013年9月）-伊原幸雄 役
- 警視庁・捜査一課長 season1 10話（2016年6月）
- 警視庁捜査一課9係 season11 10話（2016年6月）-教誨師 役
- 日曜ワイド「特殊犯罪課・花島渉2」（2017年9月）-店長 役
- べしゃり暮らし 2話（2019年8月）-劇場スタッフ 役

#### フジテレビ
- SP 警視庁警備部警護課第四係（2007年10月）
- 白い春 5話（2009年5月）
- 罠の戦争（2023年） - 猿岡充 役

#### テレビ東京
水曜ミステリー7 トカゲの女 警視庁特殊犯罪バイク班3（2017年2月）-店長 役

### 映画
- 兜王ビートル（2005年）-アラーニャ 役
- 永い言い訳（2016年）-編集者 役
- 暴太郎戦隊ドンブラザーズ THE MOVIE 新・初恋ヒーロー（2022年） - 記者 役

### CM
- 当配便（2007年）
- 三菱電機ビルテクノサービス（2008年～2009年）-研究員 役
- 朝日ホームロイヤー（2008年・2011年）-主役・会社員 役
- JT（2009年～2010年）
- サントリー「トリスハイボール」：家飲み篇/忘年会篇（2010年～2011年）
- タカラトミー「超体感スタジアム」（2011年～2013年）-実況アナ 役
- ネットオフ（2011年～2012年）-夫役
- KIRIN「のどごし生」（2013年）
- 常盤薬品工業「眠眠打破」（2013年～2014年）
- SUBARU「アイサイトお気軽試乗DAY」（2013年～2014年）
- 象印マホービン「だから私は、マイボトル：保温篇」（2014年～2015年）
- 花王「ヘルシア緑茶：濃さが効く篇」（2014年）
- NTT西日本「フレッツ光」（2014年）
- アベールジャパン「辞令篇」（2014年～2020年）
- サントリー「胡麻麦茶」（2015年～2016年）
- モンスターストライク「ムード歌謡篇」（2015年～2016年）
- クリエイトSD（2015年～2016年）-父親 役
- JR西日本「e5489」（2016年～2017年）
- 大阪ガス（2016年～2020年）
- サッポロビール「極ZERO」（2016年）
- セゾン自動車火災保険「おとなの自動車保険：つながってかけつける篇」（2017年～2018年）
- スマートニュース「特別版:将棋篇」（2017年～2018年）-父親 役
- P＆G「レノア本格消臭」（2017年）
- HARD-OFF「ブランド篇」（2017年～2019年）-店員役
- 八海醸造「八海山麹だけでつくったあまさけ」（2018年～2020年）
- NTTドコモ dカードGOLD「使えない英会話篇」（WEB）（2018年～2019年）-講師 役
- サッポロビール 「麦とホップ：朗報篇」（2019年～2020年）
- MagicPrice「その時間ムダです篇」「勘でいいんですか篇」（2020年）

### DVD
- 実写版まいっちんぐマチコ先生（2009年）-山形国男 役

### 広告関係
- 昭和シェル石油「Shell EasyPay」：店頭用（2012年）
- 旭化成ホームズ「3階建て」（2013年）
- オムロン「活動量計」（2013年～2017年）
- 三菱電機「BtoB商品」：トレインビジョン・WEB（2015年～2020年）
- マイクロソフト「modern work styleプロモーション」：WEB（2016年～2019年）

### 舞台
- 路地裏の花（2004年1月、ゼロ・カンパニー）
- 人生は回転寿司（2008年1月、ゼロ・カンパニー）
- 悪妻身につかず（2012年6月、アドレナリン21）-主演
- Thavman 2nd produce ハイチーズ 千本桜記念」（2019年2月）
- Ｅ-１グランプリ：下北沢本多劇場
- アクトリーグ